# Diskografija singlov Kylie Minogue
Diskografija singlov Kylie Minogue, avstralske glasbenice, zajema enainpetdeset uradnih singlov, tri promocijske pesmi in osemindvajset nesamostojnih singlov. Njena glasbena kariera se je pričela potem, ko je zaslovela z avstralsko telenovelo Sosedje. Po glasbenem nastopu z drugimi člani igralske zasedbe je leta 1987 podpisala pogodbo z založbo Mushroom Records. Istega leta je izdala lastno različico pesmi »Locomotion« pevke Little Eve. Pesem je sedem mesecev preživela na prvem mestu avstralske glasbene lestvice in postala najbolje prodajani singl v Avstraliji v osemdesetih letih. Njen drugi singl, »I Should Be So Lucky«, je postal svetovna uspešnica in debitiral na prvem mestu britanske lestvice, kjer je ostal pet zaporednih tednov. Kasneje, leta 1988, je podpisala pogodbo z britansko založbo PWL Records, saj je želela zasloveti tudi v Veliki Britaniji. Preko njenega debitantskega glasbenega albuma, Kylie, je izšlo veliko singlov. Ponovno je posnela lastno različico pesmi »The Loco-Motion«, ki je zasedla eno izmed prvih desetih mest na skoraj vseh lestvicah, na katere se je uvrstila. Njena naslednja singla, »Got to Be Certain« in »Je Ne Sais Pas Pourquoi«, nista bila tako uspešna, saj sta na večini lestvic, na katere sta se uvrstila, zasedla eno izmed prvih dvajsetih mest. Preko založbe PWL Records je Kylie Minogue v naslednjih letih izdala še tri albume. Singla »Hand on Your Heart« in »Tears on My Pilow«, izdana preko albuma Enjoy Yourself (1989), sta pristala na vrhu britanske glasbene lestvice. Kylie Minogue je leta 1990 z albumom Rhythm of Love prevzela bolj odraslo podobo. Vsi singli z albuma so debitirali na enem izmed prvih dvajsetih mest na britanski in avstralski lestvici. Tudi preko njenega naslednjega albuma, v letu 1991 izdanega Let's Get to It, je izšlo veliko britanskih in avstralskih uspešnic. Leta 1992 je Kylie Minogue izpolnila svojo pogodbo z založbo PWL Records. Odločila se je, da je po izidu albuma Greatest Hits ne bo obnovila. Preko albuma sta izšla dva singla, ki sta na avstralski in britanski glasbeni lestvici zasedla eno izmed prvih tridesetih mest, in sicer »What Kind of Fool (Heard All That Before)« in »Celebration«. Leta 1993 je Kylie Minogue podpisala pogodbo z založbo Deconstruction Records. Preko njenega naslednjega albuma, Kylie Minogue, so izšli trije singli. Pesem »Confide in Me« je zasedla prvo mesto na avstralski in drugo na britanski lestvici. Kakorkoli že, singli, izdani preko njenega naslednjega albuma, Impossible Princess, se niso uvrstili med prvih deset pesmi na nobeni lestvici, na katero so se uvrstili. Drugi singl z albuma, pesem »Did It Again«, je bil še najuspešnejši, saj je zasedel petnajsto in štirinajsto mesto na avstralski in britanski glasbeni lestvici.
Potem, ko je leta 1998 zaradi nizke prodaje morala prekiniti svojo pogodbo z založbo Deconstruction Records, je Kylie Minogue aprila 1999 podpisala pogodbo z založbo Parlophone Records. Leta 2000 je izdala pesem »Spinning Around«, ki je debitirala prvo mesto na britanski lestvici. S tem se je uvrstila v Guinessovo knjigo rekordov kot prva avstralska ženska pevka, ki je debitirala na vrhu britanske glasbene lestvice. Preko albuma, ki je sledil, Light Years, je izšlo mnogo britanskih in avstralskih uspešnic. Leta 2001 je preko albuma Fever izdala pesem »Can't Get You Out of My Head«, ki je pristala na vrhu avstralske, novozelandske in britanske lestvice ter na prvem mestu večine evropskih lestvic. S singlom, »Come into My World«, izdanim leta 2004, si je Kylie Minogue prislužila svojega prvega grammyja, in sicer v kategoriji za »najboljše plesno delo«. Leta 2003 je preko albuma Body Language izdala singl »Slow«, ki je postal britanska uspešnica. Leta 2004 je izdala svojo naslednjo kompilacijo z največjimi uspešnicami, Ultimate Kylie. Singl »I Believe in You«, ki je izšel preko tega albuma, je zasedel peto mesto na britanski glasbeni lestvici. Maja 2005, ko je Kylie Minogue zbolela za rakom na prsih, si je vzela premor, da bi se osredotočila na svoje okrevanje. Leta 2007 je izdala svoj deseti glasbeni album, X. Preko albuma sta izšli avstralski uspešnici »2 Hearts« in »Wow«. Preko albuma Aphrodite (2010) je izdala uspešnice »All the Lovers«, »Get Outta My Way«, »Better Than Today« in »Put Your Hands Up (If You Feel Love)«. Do danes je Kylie Minogue po svetu prodala več kot 68 milijonov izvodov svojih del.

## Singli

### Osemdeseta
| Naslov                                               | Leto | Dosežki    | Dosežki  | Dosežki  | Dosežki | Dosežki | Dosežki    | Dosežki        | Dosežki | Dosežki | Dosežki             | Certifikacije                                                   | Album          |
| Naslov                                               | Leto | Avstralija | Avstrija | Francija | Nemčija | Irska   | Nizozemska | Nova Zelandija | Švedska | Švica   | Združeno kraljestvo | Certifikacije                                                   | Album          |
| ---------------------------------------------------- | ---- | ---------- | -------- | -------- | ------- | ------- | ---------- | -------------- | ------- | ------- | ------------------- | --------------------------------------------------------------- | -------------- |
| »Locomotion« / »The Loco-Motion«                     | 1987 | 1          | 3        | 5        | 3       | 1       | 6          | 8              | —       | 2       | 2                   | - Francija: Platinasta                                          | Kylie          |
| »I Should Be So Lucky«                               | 1987 | 1          | 4        | 4        | 1       | 1       | 14         | 3              | 13      | 1       | 1                   | - Francija: Zlata - Nemčija: Zlata - Združeno kraljestvo: Zlata | Kylie          |
| »Got to Be Certain«                                  | 1988 | 1          | —        | 9        | 6       | 4       | —          | 2              | 19      | 8       | 2                   | - Francija: Zlata - Velika Britanija: Srebrna                   | Kylie          |
| »Je Ne Sais Pas Pourquoi«                            | 1988 | 11         | —        | 15       | 14      | 2       | —          | 9              | —       | 24      | 2                   | - Velika Britanija: Srebrna                                     | Kylie          |
| »It's No Secret«                                     | 1988 | —          | —        | —        | —       | —       | —          | 47             | —       | —       | —                   |                                                                 | Kylie          |
| »Turn It into Love«                                  | 1988 | —          | —        | —        | —       | —       | —          | —              | —       | —       | —                   |                                                                 | Kylie          |
| »Hand on Your Heart«                                 | 1989 | 4          | —        | 8        | 17      | 1       | 19         | 15             | 17      | 6       | 1                   | - Velika Britanija: Zlata                                       | Enjoy Yourself |
| »Wouldn't Change a Thing«                            | 1989 | 6          | —        | 19       | 24      | —       | —          | 21             | —       | 27      | 2                   |                                                                 | Enjoy Yourself |
| »Never Too Late«                                     | 1989 | 14         | —        | 26       | 45      | 1       | 29         | 27             | —       | 23      | 4                   | - Velika Britanija: Srebrna                                     | Enjoy Yourself |
| »—« označuje, da se pesem ni uvrstila na to lestvico |      |            |          |          |         |         |            |                |         |         |                     |                                                                 |                |

### Devetdeseta
| Naslov                                                    | Leto | Dosežki    | Dosežki  | Dosežki  | Dosežki | Dosežki | Dosežki    | Dosežki        | Dosežki | Dosežki | Dosežki             | Certifikacije               | Album               |
| Naslov                                                    | Leto | Avstralija | Avstrija | Francija | Nemčija | Irska   | Nizozemska | Nova Zelandija | Švedska | Švica   | Združeno kraljestvo | Certifikacije               | Album               |
| --------------------------------------------------------- | ---- | ---------- | -------- | -------- | ------- | ------- | ---------- | -------------- | ------- | ------- | ------------------- | --------------------------- | ------------------- |
| »Tears on My Pillow«                                      | 1990 | 20         | —        | —        | 31      | 2       | 19         | 33             | —       | —       | 1                   | - Velika Britanija: Srebrna | Enjoy Yourself      |
| »Better the Devil You Know«                               | 1990 | 4          | 27       | 13       | 24      | 4       | 22         | 27             | 13      | 21      | 2                   | - Velika Britanija: Srebrna | Rhythm of Love      |
| »Step Back in Time«                                       | 1990 | 5          | —        | 23       | 36      | 4       | 35         | 21             | 19      | 29      | 4                   |                             | Rhythm of Love      |
| »What Do I Have to Do?«                                   | 1991 | 11         | —        | 50       | 48      | 7       | —          | —              | —       | —       | 6                   |                             | Rhythm of Love      |
| »Shocked«                                                 | 1991 | 7          | —        | —        | —       | 2       | —          | —              | —       | —       | 6                   |                             | Rhythm of Love      |
| »Word Is Out«                                             | 1991 | 10         | —        | —        | —       | 8       | —          | —              | —       | —       | 16                  |                             | Let's Get to It     |
| »If You Were with Me Now« (skupaj s Keithom Washingtonom) | 1991 | 23         | —        | —        | 61      | 7       | —          | —              | —       | —       | 4                   |                             | Let's Get to It     |
| »Give Me Just a Little More Time«                         | 1992 | 24         | —        | —        | 51      | 6       | —          | —              | —       | —       | 2                   |                             | Let's Get to It     |
| »Finer Feelings«                                          | 1992 | 60         | —        | —        | —       | 16      | —          | —              | —       | —       | 11                  |                             | Let's Get to It     |
| »What Kind of Fool (Heard All That Before)«               | 1992 | 17         | —        | —        | 81      | 22      | —          | —              | —       | —       | 14                  |                             | Greatest Hits       |
| »Celebration«                                             | 1992 | 21         | —        | —        | —       | 11      | —          | —              | —       | —       | 20                  |                             | Greatest Hits       |
| »Confide in Me«                                           | 1994 | 1          | —        | 10       | 50      | 12      | 38         | 12             | 30      | 20      | 2                   | - Velika Britanija: Srebrna | Kylie Minogue       |
| »Put Yourself in My Place«                                | 1994 | 11         | —        | —        | 87      | —       | —          | —              | —       | —       | 11                  |                             | Kylie Minogue       |
| »Where Is the Feeling?«                                   | 1995 | 31         | —        | —        | —       | —       | —          | —              | —       | —       | 16                  |                             | Kylie Minogue       |
| »Some Kind of Bliss«                                      | 1997 | 27         | —        | —        | —       | —       | —          | 46             | —       | —       | 22                  |                             | Impossible Princess |
| »Did It Again«                                            | 1997 | 15         | —        | —        | —       | —       | —          | —              | —       | —       | 14                  | - Avstralija: Zlata         | Impossible Princess |
| »Breathe«                                                 | 1998 | 23         | —        | —        | —       | —       | —          | —              | —       | —       | 14                  |                             | Impossible Princess |
| »Cowboy Style«                                            | 1998 | 39         | —        | —        | —       | —       | —          | —              | —       | —       | —                   |                             | Impossible Princess |
| »—« označuje single, ki se na to lestvico niso uvrstili   |      |            |          |          |         |         |            |                |         |         |                     |                             |                     |

### 2000. leta
| Naslov                                                  | Leto | Dosežki    | Dosežki  | Dosežki  | Dosežki | Dosežki | Dosežki    | Dosežki        | Dosežki | Dosežki | Dosežki             | Certifikacije                                                                                           | Album          |
| Naslov                                                  | Leto | Avstralija | Avstrija | Francija | Nemčija | Irska   | Nizozemska | Nova Zelandija | Švedska | Švica   | Združeno kraljestvo | Certifikacije                                                                                           | Album          |
| ------------------------------------------------------- | ---- | ---------- | -------- | -------- | ------- | ------- | ---------- | -------------- | ------- | ------- | ------------------- | --- | -------------- |
| »Spinning Around«                                       | 2000 | 1          | —        | 28       | 62      | 4       | 30         | 2              | 42      | 34      | 1                   | - Avstralija: Platinasta - Velika Britanija: Srebrna                                                    | Light Years    |
| »On a Night Like This«                                  | 2000 | 1          | —        | 69       | 72      | 16      | —          | 35             | 31      | 51      | 2                   | - Avstralija: Platinasta                                                                                | Light Years    |
| »Please Stay«                                           | 2000 | 15         | —        | —        | —       | 34      | —          | —              | 47      | —       | 10                  | - Avstralija: Zlata                                                                                     | Light Years    |
| »Your Disco Needs You«                                  | 2001 | 20         | 70       | —        | 31      | —       | —          | —              | —       | 27      | 152                 | | Light Years    |
| »Can't Get You Out of My Head«                          | 2001 | 1          | 1        | 1        | 1       | 1       | 1          | 1              | 1       | 1       | 1                   | - Avstralija: 3× Platinasta - Francija: Platinasta - Nemčija: Platinasta - Velika Britanija: Platinasta | Fever          |
| »In Your Eyes«                                          | 2002 | 1          | 22       | 24       | 18      | 6       | 14         | 18             | 20      | 8       | 3                   | - Avstralija: Zlata - Velika Britanija: Silver                                                          | Fever          |
| »Love at First Sight«                                   | 2002 | 3          | 29       | 33       | 16      | 7       | 15         | 9              | 36      | 22      | 2                   | - Avstralija: Zlata                                                                                     | Fever          |
| »Come into My World«                                    | 2002 | 4          | 59       | 78       | 47      | 11      | 24         | 20             | —       | 66      | 8                   | - Avstralija: Zlata                                                                                     | Fever          |
| »Slow«                                                  | 2003 | 1          | 20       | 45       | 8       | 5       | 8          | 9              | 16      | 18      | 1                   | - Avstralija: Platinasta                                                                                | Body Language  |
| »Red Blooded Woman«                                     | 2004 | 4          | 23       | 33       | 16      | 9       | 16         | 19             | 28      | 15      | 5                   | | Body Language  |
| »Chocolate«                                             | 2004 | 14         | 58       | 69       | 43      | 26      | —          | —              | —       | 53      | 6                   | | Body Language  |
| »I Believe in You«                                      | 2004 | 6          | 4        | 35       | 12      | 9       | 10         | 29             | 16      | 6       | 2                   | - Avstralija: Zlata                                                                                     | Ultimate Kylie |
| »Giving You Up«                                         | 2005 | 8          | 45       | —        | 27      | 20      | 34         | —              | —       | 40      | 6                   | | Ultimate Kylie |
| »2 Hearts«                                              | 2007 | 1          | 14       | 15       | 13      | 12      | 31         | 34             | 3       | 10      | 4                   | - Avstralija: Zlata                                                                                     | X              |
| »Wow«                                                   | 2008 | 11         | 73       | 15       | 41      | 10      | 15         | —              | 32      | 51      | 5                   | | X              |
| »In My Arms«                                            | 2008 | 35         | 16       | 10       | 8       | 15      | 20         | —              | 15      | 10      | 10                  | | X              |
| »All I See«                                             | 2008 | —          | —        | —        | —       | —       | —          | —              | —       | —       | —                   | | X              |
| »The One«                                               | 2008 | —          | —        | —        | —       | —       | —          | —              | —       | —       | 36                  | | X              |
| »—« označuje single, ki se na to lestvico niso uvrstili |      |            |          |          |         |         |            |                |         |         |                     | |                |

### 2010. leta
| »All the Lovers«                                        | 2010 | 13 | 5  | 3  | 10 | 6  | 33 | 6  | 3  | - Velika Britanija: Srebrna | Aphrodite |
| »Get Outta My Way«                                      | 2010 | 69 | 61 | 29 | 41 | 33 | —  | 61 | 12 |                             | Aphrodite |
| »Better Than Today«                                     | 2010 | 55 | —  | 63 | —  | —  | —  | —  | 32 |                             | Aphrodite |
| »Put Your Hands Up (If You Feel Love)«                  | 2011 | 50 | 38 | —  | —  | —  | —  | —  | 93 |                             | Aphrodite |
| »—« označuje single, ki se na to lestvico niso uvrstili |      |    |    |    |    |    |    |    |    |                             |           |

## Nesamostojni singli
| Naslov                                                                                    | Leto | Dosežek   | Dosežek  | Dosežek  | Dosežek | Dosežek | Dosežek    | Dosežek        | Dosežek | Dosežek | Dosežek             | Certifikacije                                                                     | Album                    |
| Naslov                                                                                    | Leto | Avstralia | Avstrija | Francija | Nemčija | Irska   | Nizozemska | Nova Zelandija | Švedska | Švica   | Združeno kraljestvo | Certifikacije                                                                     | Album                    |
| ----------------------------------------------------------------------------------------- | ---- | --------- | -------- | -------- | ------- | ------- | ---------- | -------------- | ------- | ------- | ------------------- | --------------------------------------------------------------------------------- | ------------------------ |
| »Especially for You«[I] (with Jason Donovan)                                              | 1988 | 2         | 12       | 3        | 10      | 1       | 6          | 2              | 12      | 2       | 1                   | - Francija: Zlata - Velika Britanija: Zlata                                       | Ten Good Reasons         |
| »Do They Know It's Christmas?« (skupaj z glasbeno skupino Band Aid II)                    | 1989 | 30        | —        | —        | 74      | 1       | 18         | 8              | 15      | 24      | 1                   | - Velika Britanija: Platinasta                                                    | Dobrodelni singl         |
| »Keep on Pumpin' It« (glasbena skupina Visionmasters in Tony King skupaj s Kylie Minogue) | 1991 | —         | —        | —        | —       | —       | —          | —              | —       | —       | 49                  |                                                                                   | Singl brez albuma        |
| »Where the Wild Roses Grow« (Nick Cave and the Bad Seeds skupaj s Kylie Minogue)          | 1995 | 2         | 4        | 37       | 12      | 6       | 9          | 11             | 3       | 11      | 11                  | - Nemčija: Zlata                                                                  | Murder Ballads           |
| »GBI: German Bold Italic« (Tōwa Tei skupaj s Kylie Minogue)                               | 1998 | 50        | —        | —        | —       | —       | —          | —              | —       | —       | 63                  |                                                                                   | Sound Museum             |
| »Kids«[J] (skupaj z Robbiejem Williamsom)                                                 | 2000 | 14        | —        | —        | 47      | 9       | 11         | 5              | 31      | 35      | 2                   | - Avstralija: Zlata - Velika Britanija: Srebrna                                   | Sing When You're Winning |
| »Lhuna«[K] (Coldplay skupaj s Kylie Minogue)                                              | 2008 | —         | —        | —        | —       | —       | —          | —              | —       | —       | —                   |                                                                                   | Dobrodelni singl         |
| »Everybody Hurts« (skupaj z drugimi ustvarajlci za pomoč Haitiju)                         | 2010 | 28        | 23       | —        | 16      | 1       | —          | 17             | 25      | 16      | 1                   |                                                                                   | Dobrodelni singl         |
| »Higher« (Taio Cruz skupaj s Kylie Minogue)                                               | 2010 | 25        | 3        | 7        | 3       | 7       | —          | 5              | 18      | 4       | 8                   | - Avstralija: Zlata - Nova Zelandija: Zlata - Združene države Amerike: Platinasta | Rokstarr                 |
| »—« označuje single, ki se na to lestvico niso uvrstili                                   |      |           |          |          |         |         |            |                |         |         |                     |                                                                                   |                          |

Opombe:
- I ^  Pesem »Especially for You« je izšla na severnoameriški različici albuma Enjoy Yourself (1989).[32]
- J ^  Pesem »Kids« je bila vključena na album Light Years (2000).[33]
- K ^  Pesem Lhuna je izšla na internetu kot dobrodelni singl za dan boja proti AIDS-u leta 2008.[34]

## Promocijski singli
| Naslov                   | Leto | Opombe |
| ------------------------ | ---- | --- |
| »Too Far«                | 1998 | - Izdan kot promocijski singl za njen šesti glasbeni album, Impossible Princess. |
| »Butterfly«              | 2001 | - Mark Pichotti je v Združenih državah Amerike preko lastne založbe, Blue2, (dodatek k založbi Blueplate Records), izdal remix pesmi, kjer je na lestvici Hot Dance Music/Club Play zasedel štirinajsto mesto. |
| »Fever«                  | 2002 | - Izdan kot promocijski singl za njen osmi album, Fever. |
| »Secret (Take You Home)« | 2004 | - Izdan kot promocijski singl za njen deveti album, Body Language, a samo na Tajskem. |

### Ostale pomembenjše pesmi
| »Santa Baby«                                            | 2007 | —  | 76  | Pesem brez albuma |
| »White Diamond«                                         | 2007 | —  | 114 | X                 |
| »Magnetic Electric«                                     | 2007 | —  | 176 | X                 |
| »Santa Baby«                                            | 2010 | 85 | 132 | A Kylie Christmas |
| »Let It Snow«                                           | 2010 | 89 | 188 | A Kylie Christmas |
| »—« označuje single, ki se na to lestvico niso uvrstili |      |    |     |                   |

## Ostale pesmi
| Pesem                             | Leto | Opombe |
| --------------------------------- | ---- | --- |
| »All I Wanna Do Is Make You Mine« | 1988 | - Duet z Jason Donovan, izdan kot B-stran pesmi »Especially for You«.                                                                                                   |
| »Death Is Not the End«            | 1995 | - Zapela je spremljevalne vokale za pesem glasbene skupine Nick Cave and the Bad Seeds za njihov deveti album, Murder Ballads.                                          |
| »So in Love with Yourself«        | 1997 | - Zapela je spremljevalne vokale za pesem Dannii Minogue za njen tretji glasbeni album, Girl.                                                                           |
| »The Reflex«                      | 1999 | - Duet z Benom Leejem, njuna različica istoimenske pesmi glasbene skupine Duran Duran, vključena na kompilacijo Undone: The Songs of Duran Duran.                       |
| »In Denial«                       | 1999 | - Duet z glasbeno skupino Pet Shop Boys, vključen na njihov album Nightlife.                                                                                            |
| »The Real Thing«                  | 2000 | - Vključen na soundtrack filma Sample People (2000). - Kylie Minogue je v filmu zaigrala Jess.                                                                          |
| »Stay this Way«                   | 2000 | - Vključen na soundtrack filma Better Than Sex (2000). |
| »Bury Me Deep in Love«            | 2001 | - Duet z Jimmyjem Littlom, vključen na kompilacijo Corroboration. |
| »Whenever You Feel Like It«       | 2002 | - Vključen na soundtrack filma Scooby-Doo (2002). |
| »G House Project«                 | 2001 | - Zapela je spremljevalne vokale za Gerlingov album When Young Terrorists Chase the Sun.                                                                                |
| »The Magic Roundabout«            | 2005 | - Vključena na soundtrack animiranega filma The Magic Roundabout (2005). - Kylie Minogue je v filmu zaigrala Florence.                                                  |
| »Sometime Samurai«                | 2005 | - Zapela je spremljevalne vokale za pesem Towe Tei z njenega petega albuma, Flash.                                                                                      |
| »I Talk Too Much«                 | 2007 | - Zapela je stranske vokale za drugi album glasbene skupine Just Jack, Overtones.                                                                                       |
| »Love Is the Drug«                | 2007 | - Različica pesmi glasbene skupine Roxy Music za radio BBC Radio 1; kasneje je bila vključena na kompilacijo Radio 1 Established 1967.                                  |
| »The Winner Takes It All«         | 2008 | - Duet z Dannii Minogue, vključen na soundtrack britanske komične serije Beautiful People.                                                                              |
| »Monkey Man«                      | 2009 | - Dobrodelni duet z glasbeno skupino The Wiggles za UNICEF; kasneje so ga vključili na njihov album Go Bananas (2009).                                                  |
| »Sensitized«                      | 2009 | - Duet s Christopheom Willemom, vključen na njegov drugi glasbeni album, Caféine. - Izdan kot promocijski singl v Evropi. - Na začetku pesem z njenega albuma X (2007). |
| »Chiggy Wiggy«                    | 2009 | - Pesem je bila vključena na soundtrack bollywoodskega filma Blue (2009); v njem je nastopal tudi Sonu Nigam. - Kylie Minogue se je v filmu pojavila v manjši vlogi.    |
| »Devotion«                        | 2010 | - Zapela je spremljevalne vokale za pesem glasbene skupine Hurts, izdane preko njihovega debitantskega albuma, Happiness.                                               |